# Holopleuridia
Holopleuridia is een geslacht van kevers uit de familie somberkevers (Zopheridae).
In 1863 publiceerde Francis Polkinghorne Pascoe de naam Zanclea voor dit geslacht, waarin hij als enige soort Zanclea testudinea plaatste. De naam Zanclea was echter al vergeven aan een geslacht van neteldieren: Zanclea Gegenbauer, 1856. Het duurde tot 2016 voor Michael Ivie, Nathan Lord, Ian Foley en Adam Ślipiński een eind maakten aan het ongewenste gebruik van het homoniem. Zij beschouwden Zanclea Pascoe, 1863, Holopleuridia Reitter, 1876 en Aneumesa Sharp, 1894 als synoniemen, waaruit logischerwijs de naam Holopleuridia als oudste beschikbare naam naar voren kwam voor dit geslacht. De typesoort werd daarmee Holopleuridia maculosa Reitter, 1876.

## Soorten
- H. atomaria (Sharp, 1894)
- H. costata (Sharp, 1894)
- H. maculosa Reitter, 1876
- H. testudinea (Pascoe, 1863)